# Лынья
Лынья — речка в Смоленской области, правый приток реки Городня. Длина 19 километров. Площадь водосбора 59 км².
Начинается возле деревни Полом Монастырщинского района Смоленской области и течёт в общем направлении на восток. На реке находятся деревни Хотяны, Старое Кадино, Кривели, Кретово. Впадает в Городню возле деревни Слобода. Высота устья — 163 м над уровнем моря.
Впадает несколько безымянных ручьёв.